# Avenay-Val-d'Or
Avenay-Val-d'Or är en kommun i departementet Marne i regionen Grand Est (tidigare regionen Champagne-Ardenne) i nordöstra Frankrike. Kommunen ligger i kantonen Ay som tillhör arrondissementet Épernay. År 2022 hade Avenay-Val-d'Or 961 invånare.

## Befolkningsutveckling
Antalet invånare i kommunen Avenay-Val-d'Or
| Referens: INSEE |